# Сансеверино, Лучо
Лучо Сансеверино (итал. Lucio Sanseverino; 1565, Неаполь, Неаполитанское королевство — 25 декабря 1623, Салерно, Неаполитанское королевство) — итальянский куриальный кардинал и папский дипломат. Архиепископ Россано с 2 декабря 1592 по 19 ноября 1612. Архиепископ Салерно с 19 ноября 1612 по 25 декабря 1623. Апостольский нунций во Фландрии с 1 июня 1619 по 1 мая 1621. Кардинал-священник с 21 июля 1621, с титулом церкви Санто-Стефано-аль-Монте-Челио с 30 августа 1621 по 25 декабря 1623.